# Theodor Wilhelm
Theodor Wilhelm (* 16. Mai 1906 in Neckartenzlingen; † 11. November 2005 in Kiel) war von 1959 bis 1972 Professor für Pädagogik in Kiel. Als Dozent der Lehrerbildung war er ein Hauptvertreter der Pädagogik in der Zeit des Nationalsozialismus. Wilhelm verwendete in der Nachkriegszeit auch das Pseudonym Friedrich Oetinger.

## Leben
Wilhelm war Sohn eines evangelischen Pfarrers. Sein Vater schickte ihn auf neuhumanistische Internate. Beide Einflüsse prägten sein späteres Leben.
1929 promovierte er mit einer historischen Arbeit über die englische Verfassung; ein einjähriger Studentenaustausch führte ihn nach England, wodurch der Wunsch entstand, in den diplomatischen Dienst zu gehen. Deshalb verfasste er 1933 eine zweite, juristische Dissertation über „Die Idee des Berufsbeamtentums“ und wurde im selben Jahr Referent beim Deutschen Akademischen Austauschdienst. 1936 wurde er wieder entlassen, blieb aber bis Kriegsende Schriftleiter der außenpolitisch orientierten Internationalen Zeitschrift für Erziehung. 1938 wurde er Dozent für Erziehungswissenschaft an der Hochschule für Lehrerbildung in Oldenburg, von 1939 bis 1945 Soldat.
Nach dem Krieg kehrte er als Gymnasiallehrer nach Oldenburg zurück, bis er 1951 wieder in die Lehrerbildung an die Pädagogische Hochschule Flensburg gehen konnte. 1959 wechselte er als Nachfolger von Fritz Blättner an die Universität Kiel. 1972 wurde er emeritiert und setzte sich mit der Studentenbewegung und der Bildungsreform ablehnend-kritisch auseinander, weil er in ihr eine Wiederkehr der „Staatsvergottung“ erkannte.
Sein ehemaliger Assistent Hermann Giesecke bemerkt in einem Nachruf, dass Wilhelm sein Konzept von Partnerschaft auch in seiner eigenen Beziehung gelebt hat.

## Wirken
Wilhelm war Mitglied der NSDAP. Als Schriftleiter der Internationalen Zeitschrift für Erziehung setzte er sich für die nationalsozialistische Erziehung ein und betrieb Kriegspropaganda. Auch die Shoa rechtfertigte er in einem Artikel 1944, in dem er die Judenverfolgung als eine europäische Aufgabe bezeichnete, und besonders in Ungarn sei die „europäische Dimension des Judenproblems“ offensichtlich. Zeitgleich mit dem Erscheinen dieses Artikels begannen die deutschen Truppen mit der systematischen Ermordung der ungarischen Juden (vgl. Die Vernichtung der ungarischen Juden).
Wilhelm wurde für seine Arbeit im Dienste des Nationalsozialismus heftig kritisiert, unter anderem von Wolfgang Keim und Benjamin Ortmeyer. Gudrun Hentges urteilt, dass „Wilhelms politische Positionierung keinerlei Zweifel daran lässt, dass er rassistische und antisemitische Ideologie verbreitet und die Vernichtung der Juden befürwortet hat.“ Wilhelm entzog sich der Kritik unter anderem mit den Argumenten, er sei in dieser Zeit gar kein Pädagoge gewesen, und seine Propagandaartikel habe er im Auftrag der Nationalsozialisten angefertigt. Seine Mitgliedschaft in der SA bezeichnete er als einen „Jux“ und die SA an sich als einen „Sportverband“.
Nach 1945
1951 veröffentlichte er „Wendepunkt der politischen Erziehung“, ab 1953 mit dem Titel „Partnerschaft“ versehen. Er möchte die politische Erziehung aus der Tradition des deutschen Idealismus mit seiner Staatsfixierung hinausführen und sucht Anschluss an die nüchterne Pragmatik des amerikanischen Pädagogen John Dewey, um die nächste Generation vor der Verführbarkeit durch pädagogische Ideologien zu bewahren. Im abschließenden Teil entwickelt Wilhelm seine Theorie von der Partnerschaft, die er hier teilweise noch „Erziehung zur Kooperation“ nennt. Wilhelm will Frieden (mit den Nationalsozialisten und mit Menschen, wie er selbst einer war). Das wird deutlich, wenn er in einer so genannten „Anti-Vorurteilserziehung“ darauf hinweist: „Ob Flüchtlinge oder Vertriebene, ob ‚Nazis‘ oder ‚Antifaschisten‘, ob Emigranten oder Widerstandskämpfer, jeder hegt seinen geheimen Groll gegen den anderen, dem er die Rache gönnt, aber nicht an den Leib kann …“ (S. 227)
Wilhelm führt weiter aus: „Es liegt auf der Hand, dass dieser Zustand nicht nur die Normalisierung des deutschen Selbstbewußtseins verhindert, sondern dem Frieden und damit der Kooperation überhaupt im Wege steht.“ (S. 227) Wir erfahren: „Genau so führen uns heute alle Kollektivurteile wie ‚die‘ Nazis und ‚die‘ Widerstandskämpfer nur von den Menschen weg. Es entsteht Verbitterung und Trennung statt Friede und Partnerschaft.“ (S. 230) Eine Unterscheidung zwischen Widerstandskämpfern und Nationalsozialisten bezeichnet er als „Krebsübel unseres öffentlichen Lebens“. (S. 237) Es zeigte sich, dass Wilhelms Einschätzung der politischen Erziehung in der NS-Diktatur eine Verharmlosung und Relativierung der NS-Verbrechen ist und zugleich ein Programm zur Integration der belasteten Erziehungswissenschaftler sowie der belasteten Lehrerschaft darstellt. Dennoch wirkte das Buch als Initialpunkt einer Neuorientierung zur politischen Bildung.
Bis 1957 arbeitete er dabei mit dem Metzler-Verlag in Stuttgart zusammen, seine „Pädagogik der Gegenwart“ erschien im Kröner und wurde zu einem Standardwerk westdeutscher Pädagogik, die erste prinzipielle pädagogische Abrechnung mit der Tradition der deutschen Staatsmetaphysik. Allerdings ist die Kritik an der NS-Politik und der „Endlösung“, dass sie „zum Chaos geführt“ habe, keine wirkliche Kritik, sondern eine Bagatellisierung. Wilhelm ging noch 1977 von einem so genannten „Rasseproblem in Europa“ aus und klammerte ansonsten das Problem der Ursachen und Folgen des Antisemitismus bis auf minimale Passagen weitgehend aus.
Die Theorie der Schule (1967/1969) beschränkt die Aufgabe der Schule auf ihren fachlichen Kern, den Unterricht, um Sach- und Fachkompetenz zu erwerben. Weitergehende soziale und gesellschaftliche Aufgaben werden zurückgewiesen. Anders als Saul B. Robinsohn forderte er keine Curriculumrevision, sondern plädiert für den traditionellen altsprachlichen Unterricht.
Er übersetzte das Gebet „Serenity Prayer“ von Reinhold Niebuhr als „Gelassenheitsgebet“, das Pseudonym Friedrich Christoph Oetinger nahm er dabei an, weil dieser eine ähnliche Philosophie vertrat wie sein Vorfahr mütterlicherseits, Johann Albrecht Bengel.
Für sein vielseitiges Wirken widmete ihm 2006 Günther Groth eine Festschrift in der Pädagogischen Rundschau.

## Schriften
- Die englische Verfassung und der vormärzliche deutsche Liberalismus: eine Darstellung und Kritik des Verfassungsbildes der liberalen Führer. Stuttgart 1927
- Die Idee des Berufsbeamtentums: ein Beitrag zur Staatslehre des deutschen Frühkonstitutionalismus. Tübingen 1933
- Kultur und Kulturpolitik 1941. In: Friedrich Berber (Hrsg.): Jahrbuch für auswärtige Politik. Jg. 8. 1942. August Gross, Berlin
- (pseudonym Friedrich Oetinger:) Wendepunkt der politischen Erziehung: Partnerschaft als pädagogische Aufgabe. Stuttgart 1951
- (neuveröffentlicht als:) Partnerschaft. Die Aufgabe der politischen Erziehung. 2. Auflage, Stuttgart 1953, und 1956³
- Die Pädagogik Kerschensteiners: Vermächtnis und Verhängnis. Stuttgart 1957
- Pädagogik der Gegenwart (= Kröners Taschenausgabe. Band 248). 5., völlig umgearbeitete Auflage. Kröner, Stuttgart 1977, ISBN 3-520-24805-0 (EA 1959, 1960², 1963³).
- Grundschriften der deutschen Jugendbewegung. Einführung von Werner Kindt. Düsseldorf 1963
- Theorie der Schule. Gymnasium und Hauptschule im Zeitalter der Wissenschaften. Stuttgart 1967, erw. 2. Auflage 1969
- Traktat über den Kompromiß. Zur Weiterbildung des politischen Bewußtseins, Metzler, Stuttgart 1973, ISBN 3-476-30020-X.
- Jenseits der Emanzipation. Pädagogische Alternativen zu einem magischen Freiheitsbegriff, Metzler, Stuttgart 1975, ISBN 3-476-30031-5.
- Die Rede vom Partner. Über soziale Einstellungen der Zukunft, Ed. Interfromm, Zürich 1980 (Texte + Thesen, Band 129), ISBN 3-7201-5129-8.
- Pflegefall Staatsschule. Nachtrag zur "Theorie der Schule", Metzler, Stuttgart 1982 (Brennpunkte der Bildungspolitik, Band 9), ISBN 3-476-30249-0.
- Funktionswandel der Schule. Das Fundament schulischen Lernens im Zeitalter wachsender Informationsdichte, Neue-Deutsche-Schule-Verlagsgesellschaft, Essen 1984 (Neue pädagogische Bemühungen, Band 94), ISBN 3-87964-250-8.
- Aufbruch ins europäische Zeitalter. Eine politisch-pädagogische Besinnung am Ende des 20. Jahrhunderts, Metzler, Stuttgart 1990, ISBN 3-476-30324-1.